# Pristocera changmaiensis
Pristocera changmaiensis (лат. ) — вид ос-бетилид рода Pristocera из семейства Bethylidae (Chrysidoidea, Hymenoptera). Юго-Восточная Азия.

## Распространение
Таиланд (Doi Pui, 1300 м, Changmai).

## Описание
Мелкие осы-бетилиды чёрного цвета (брюшко с красновато-коричневыми отметинами; ноги желтовато-коричневые). Длина тела 8,6 мм. Длина головы 1,70 мм, ширина головы 1,75 мм.
Вид был впервые описан в 1998 году японскими гименоптерологами Мамору Тэраямой (Mamoru Terayama, University of Tokyo, Токио, Япония) и Сэики Яманэ (Seiki Yamane, Kagoshima University, Кагосима, Япония). Видовое название дано по месту обнаружения (Changmai).